# Josh Lucas
Joshua Lucas Easy Dent Maurer (Little Rock, Arkansas, 20 de junho de 1971) é um ator norte-americano. Ele apareceu em filmes como Estrada Para a Glória e Poseidon.

## Filmografia
Ano 2011

| 2010                     | God's Spy                                            |                          |                 |
| 2010                     | Juntos pelo Acaso                                    | Sam (Doutor Amor)        |                 |
| Keeper of the Pinstripes | Thurman Munson                                       |                          |                 |
| 2009                     | Peacock                                              | TBA                      |                 |
| 2009                     | Possible Side Effects                                | Max Hunt                 |                 |
| 2009                     | Stolen Lives                                         | Matthew Wakefield        |                 |
| 2009                     | Tell-Tale                                            | Terry                    |                 |
| 2008                     | Management                                           | Barry                    |                 |
| 2008                     | T Takes: Josh Lucas                                  |                          |                 |
| 2008                     | T Takes: Room 115                                    |                          |                 |
| 2008                     | Death in Love                                        | Filho mais velho         |                 |
| 2007                     | Operation Homecoming: Writing the Wartime Experience | Medevac Missions         | Voz             |
| 2006                     | Poseidon                                             | Dylan Johns              |                 |
| 2006                     | Estrada Para a Glória                                | Don Haskins              |                 |
| 2005                     | Um Lugar Para Recomeçar                              | Crane Curtis             |                 |
| 2005                     | Stealth - Ameaça Invisível                           | Tenente Ben Gannon       |                 |
| 2005                     | Empire Falls                                         | Max Roby (jovem)         | Para TV         |
| 2004                     | Segredos de Família                                  | Jason Lair               |                 |
| 2004                     | Contra Corrente                                      | Deel Munn                |                 |
| 2003                     | Crimes em Wonderland                                 | Ron Launius              |                 |
| 2003                     | Lições Para Toda Vida                                | Walter (adulto)          |                 |
| 2003                     | Hulk                                                 | Glenn Talbot             |                 |
| 2002                     | Four Reasons                                         | Rapaz                    |                 |
| 2002                     | Doce Lar                                             | Jake Perry               |                 |
| 2002                     | Coastlines                                           | Eddie Vance              |                 |
| 2001                     | Uma Mente Brilhante                                  | Hansen                   |                 |
| 2001                     | Session 9                                            | Hank                     |                 |
| 2001                     | When Strangers Appear                                | Peter                    |                 |
| 2001                     | Até o Fim                                            | Darby Reese              |                 |
| 2000                     | O Peso da Água                                       | Rich Janes               |                 |
| 2000                     | The Dancer                                           | Stephane                 |                 |
| 2000                     | Drop Back Ten                                        | Tom White                |                 |
| 2000                     | Conte Comigo                                         | Rudy (Kolinski) Sr.      |                 |
| 2000                     | Psicopata Americano                                  | Craig McDermott          |                 |
| 1998                     | Restless                                             | Jeff Hollingsworth       |                 |
| 1998                     | Harvest                                              | Clay Upton               |                 |
| 1997                     | The Definite Maybe                                   | Eric Traber              |                 |
| 1997                     | Minotaur                                             | G.R.                     |                 |
| 1996                     | Blue                                                 | Dan Warren               |                 |
| 1996                     | A Maldição                                           | Male Nurse               | Não creditado   |
| 1994                     | In the Heat of the Night: A Matter of Justice        | Todd Walker              | Para TV         |
| 1994                     | Wing Commander III: Heart of the Tiger               | Maj. Jace “Flash” Dillon |                 |
| 1993                     | Father Hood                                          | Andy                     |                 |
| 1993                     | Tempo de Guerra                                      | George Armstrong Custer  | Para TV         |
| 1993                     | Vivos                                                | Felipe Restano           |                 |
| 1991                     | Filho do Bem, Filho do Mal                           | John L. Jordan III       | Para TV         |
| Televisão                |                                                      |                          |                 |
| Ano                      | Título                                               | Papel                    | Notas           |
| 2012                     | The Firm - A Firma                                   | Mitch McDeere            | Papel principal |
| 2006                     | Will & Grace                                         | Josh Lucas               | 1 episódio      |
| 1999                     | Cracker                                              | Lt. Macy                 | 3 episódios     |
| 1995 / 1994              | Snowy River: The McGregor Saga                       | Luke McGregor            | 15 episódios    |
| 1994                     | In the Heat of the Night                             | Todd Walker              | 1 episódio      |
| 1991                     | Jake and the Fatman                                  |                          | 1 episódio      |
| 1991                     | Parker Lewis Can't Lose                              | Evan                     | 1 episódio      |
| 1990                     | Life Goes On                                         | Dylan                    | 1 episódio      |
| 1990                     | Colors                                               | Jonathan                 | 1 episódio      |

## Prêmios e Indicações
| Ano  | Resultado | Premiação         | Indicação            | Filme               |
| ---- | --------- | ----------------- | -------------------- | ------------------- |
| 2003 | Venceu    | Teen Choice Award | Choice Movie Liplock | Doce Lar            |
| 2002 | Indicado  | Actor             | Performance Marcante | Uma Mente Brilhante |